# Eukleidas
Eukleidas (in greco antico Εὑκλείδας) (fl. V-IV secolo a.C.) è stato un medaglista e un incisore di coni greco antico, attivo a Siracusa nel periodo 415 - 390 a.C..
Eukleidas per lo più firma i propri conii con il nome completo. Le sue firme sono presenti in tutto il periodo in cui, nella monetazione di Siracusa, sono presenti le firme degli incisori. Egli tratta i suoi due colleghi e rivali artistici Kimon e Euainetos da pari.
Probabilmente Eukleidas è stato in primo a incide un conio con la testa di una divinità di tre quarti. Questa variazione stilistica corrispondeva alle correnti dell'arte greca nell'ultimo quarto del V secolo a.C. In questo caso è la testa di Atena, sotto l'influenza artistica dell'Atena Parthenos di Fidia. Sono noti due conii con questo motivi, e in entrambi si trovano leggere lesioni del conio determinate dal processo di coniazione. All'insorgere delle lesioni i conii non sono stati più usati. Il motivo della lesione è determinato dal fatto che il conio del rovescio (o conio del martello), nel processo di coniazione, si usura più rapidamente dell'altro, detto anche conio di incudine.
In precedenza i conii di Eukleidas raffiguravano Aretusa, la divinità siracusana. Il motivo della variazione è da identificare probabilmente negli avvenimenti politici: dopo i Siracusani erano stati in grado di respingere il tentativo di invasione di Atene del 413 a.C., si volle ringraziare la dea dei vinti. Eukleidas ha probabilmente creato anche i valori minori con Atena di tre quarti, ma non sono stati firmati. Queste monete ebbero anche una grande influenza sulle zecche dell'Asia Minore. 
Alle opere successive di Eukleidas appartiene anche il conio della cosiddetta scapigliata, con la testa di Aretusa con i capelli al vento. Alcuni di questi conii, firmati, furono associati, nella tetradramma, a quelli di Euainetos, con l'immagine di una quadriga.
La firma di Eukleidas si trova, oltre che nel campo della moneta, anche sul casco o sull'addome dei delfini.